# Griswold (Connecticut)
Griswold ist eine Stadt im New London County im US-Bundesstaat Connecticut, Vereinigte Staaten, mit 11.200 Einwohnern (Stand: 2004).

## Nachbargemeinden
| Canterbury (Windham County) | Plainfield (Windham County)                 |                  |
| Lisbon                      | Kompassrose, die auf Nachbargemeinden zeigt | Voluntown        |
| Preston                     | North Stonington                            | North Stonington |